# Ca' Farsetti
 Ca'Farsetti (ou Palazzo Dandolo Farsetti) est un palais vénitien, situé dans le quartier San Marco, sur le Grand Canal, à peu de distance du Pont du Rialto.

## Historique

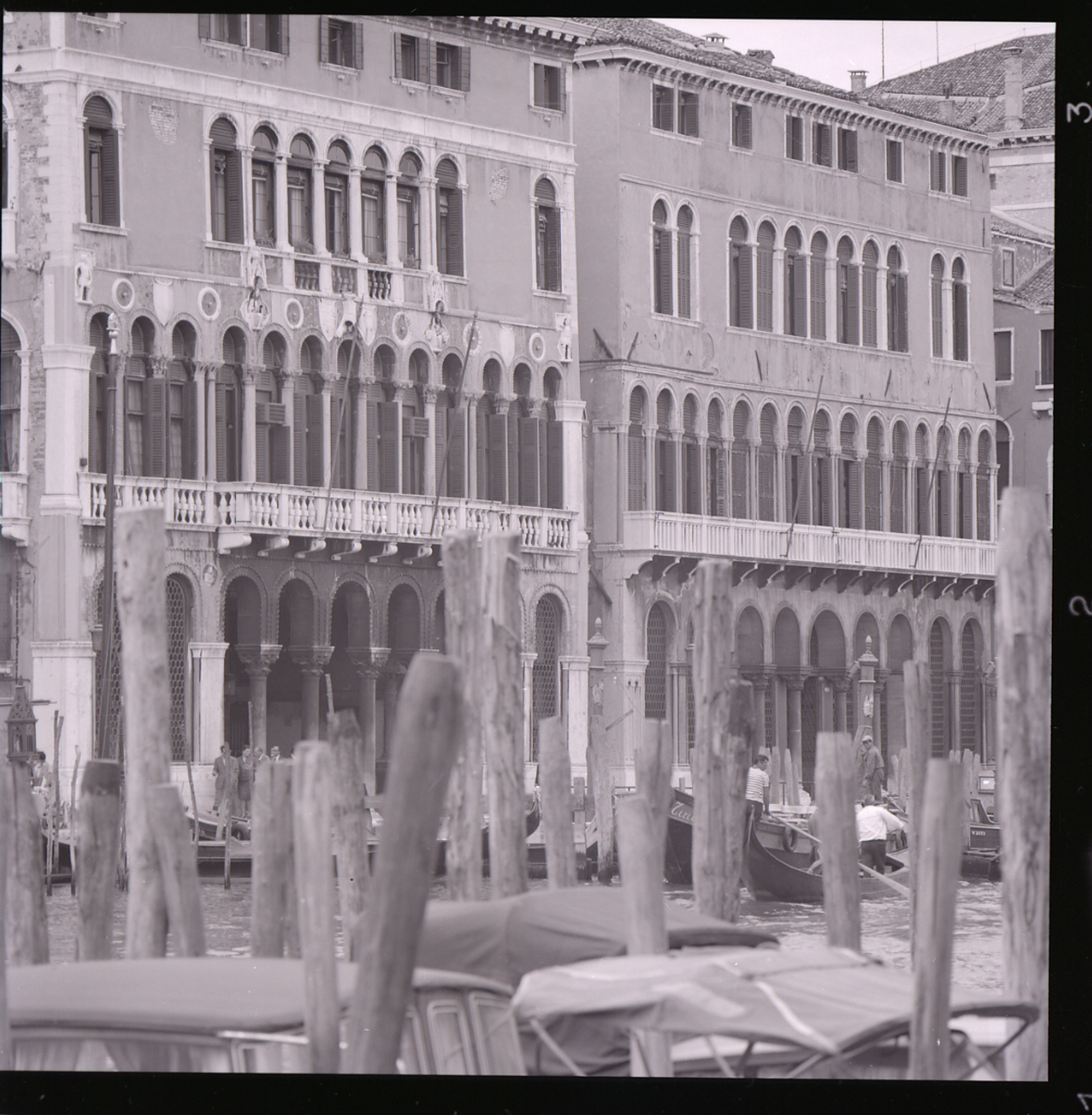
Les facades de Ça' Loredan et de Ça' Farsetti (droit) en Grand Canal dans une photo par Paolo Monti, 1969

Le palais fut construit au XIIIe siècle par les descendants du doge Enrico Dandolo avec seulement deux niveaux.
Federigo Contarini, qui l'a acheté en 1440, l'a surélevé jusqu'à ses dimensions actuelles. Il passa à la famille Farsetti vers 1670 et devint au début du XVIIIe siècle un important centre artistique, l'Accademia Farsetti.
Dans les premières années du XIXe siècle, il fut converti en auberge, puis acheté par la commune de Venise, en 1826. C'est là que se trouve le bureau du maire de Venise.

## Sources
- (it) Cet article est partiellement ou en totalité issu de l’article de Wikipédia en italien intitulé « Ça' Farsetti » (voir la liste des auteurs).